# Larry McDonald

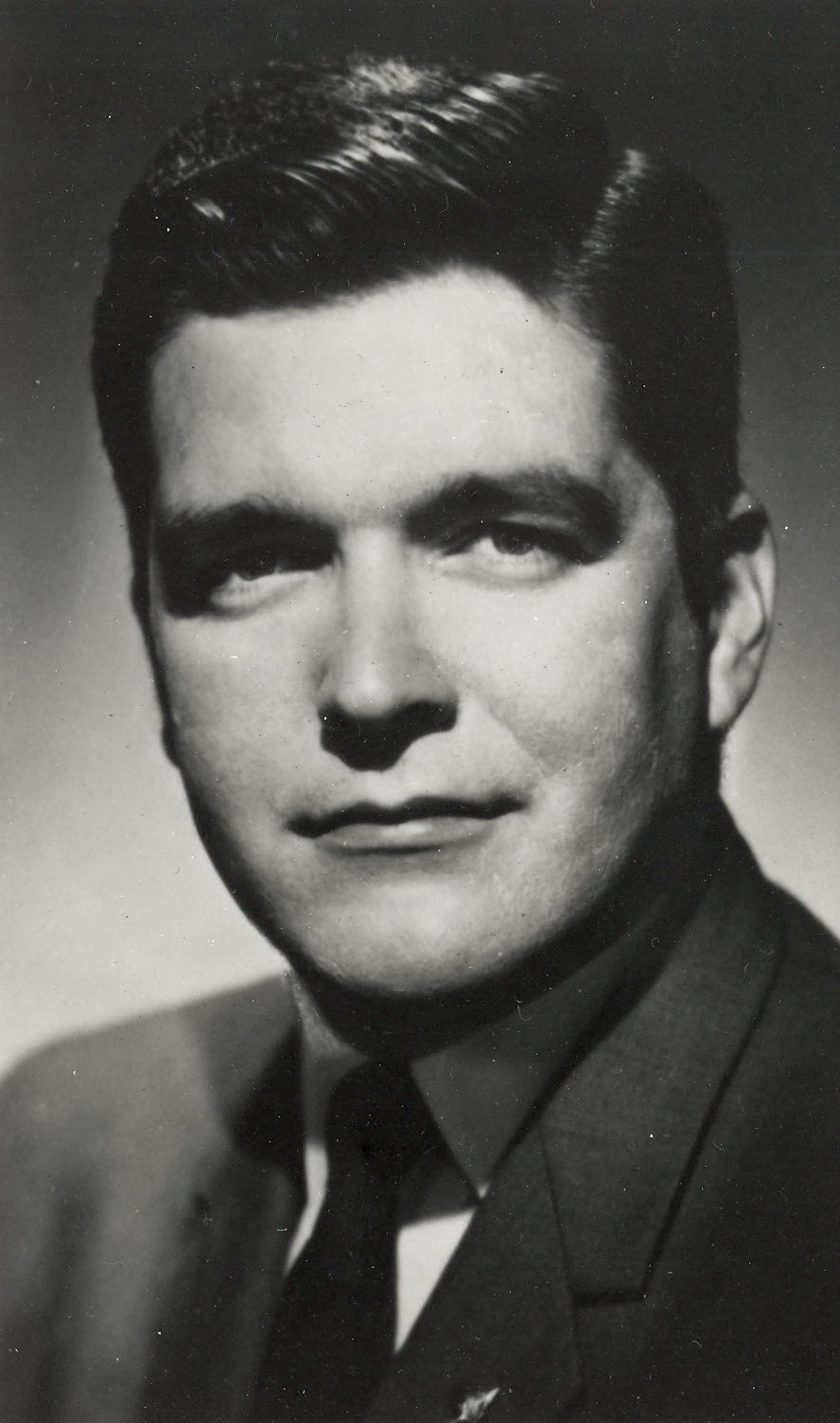
Larry McDonald

Lawrence Patton „Larry“ McDonald (* 1. April 1935 in Atlanta, Georgia; † 1. September 1983 im Japanischen Meer) war ein US-amerikanischer Politiker. Von 1975 bis 1983 vertrat er den Bundesstaat Georgia im US-Repräsentantenhaus.

## Werdegang
Larry McDonald war ein Cousin von General George S. Patton. Er besuchte die öffentlichen Schulen seiner Heimat und danach bis 1951 die Darlington High School in Rome. Von 1951 bis 1953 studierte er am Davidson College in North Carolina. Daran schloss sich ein Medizinstudium an der Emory University in Atlanta an, das er im Jahr 1957 beendete. Von 1963 bis 1966 erweiterte er seine medizinischen Kenntnisse vor allem auf dem Gebiet der Urologie an der University of Michigan in Ann Arbor. Danach arbeitete er als Mediziner in Atlanta. Von 1959 bis 1961 war er im medizinischen Dienst der US-Marine. Dabei war er in Island stationiert, wo er seine erste Frau Anna Tryggvadottir kennenlernte, mit der er drei Kinder haben sollte.
Politisch schloss sich McDonald der Demokratischen Partei an. Von 1969 bis 1974 war er zeitweise Vorsitzender des medizinischen Bildungsausschusses des Staates Georgia. McDonald galt innerhalb seiner Partei als sehr konservativ. Er war ein entschiedener Antikommunist und ein Bewunderer von US-Senator Joseph McCarthy aus Wisconsin. McDonald trat der für ihre Verschwörungstheorien bekannten rechtsradikalen John Birch Society bei, 1979 wurde er ihr Vorsitzender. 1979 gründete McDonald außerdem die antikommunistische Western Goals Foundation. Seine politischen Einstellungen führten zu familiären Spannungen und schließlich zur Scheidung von seiner ersten Frau, die seine politischen Ansichten nicht teilte. Im Jahr 1975 heiratete er in zweiter Ehe Kathryn Jackson.
Bei den Kongresswahlen des Jahres 1974 wurde McDonald im siebten Wahlbezirk von Georgia in das US-Repräsentantenhaus in Washington, D.C. gewählt, wo er am 3. Januar 1975 die Nachfolge von John William Davis antrat. Er wurde 1976, 1978, 1980 und 1982 wiedergewählt und vertrat stets die gleichen konservativen Positionen.
Am 1. September 1983 war McDonald an Bord des Korean-Airlines-Fluges 007; er wollte an den Feiern zum 30. Jahrestag des amerikanisch-südkoreanischen Verteidigungspaktes teilnehmen. Auf dem Flug geriet die Maschine versehentlich über sowjetisches Hoheitsgebiet und wurde von einem Abfangjäger abgeschossen. Dabei starben alle 269 Menschen an Bord. McDonalds sterbliche Überreste wurden nie gefunden. Er war das erste und einzige Kongressmitglied, das während seiner aktiven Abgeordnetenzeit im Kalten Krieg ums Leben kam.

## Weblinks

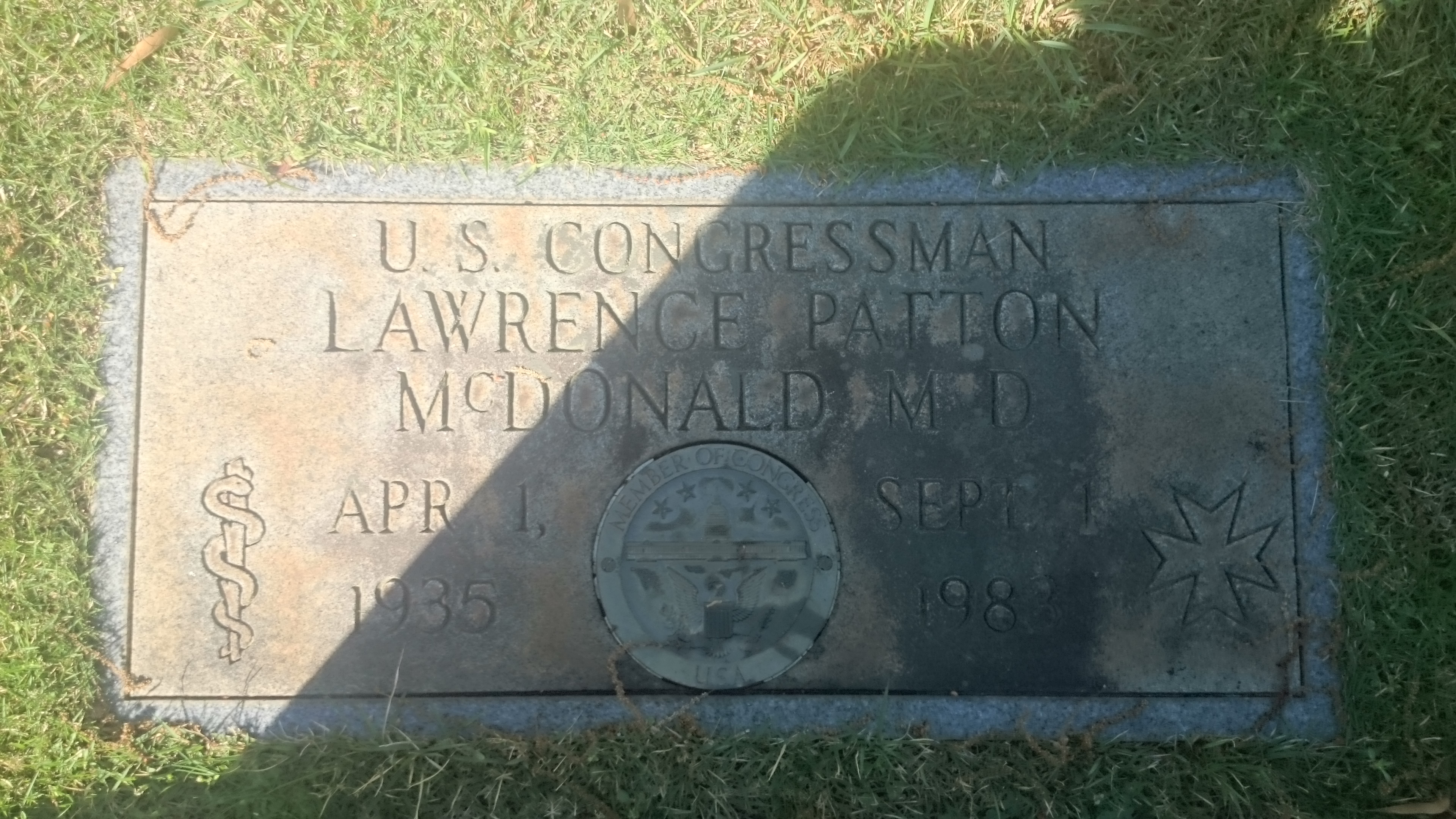
Ehrenmal für Larry McDonald auf dem Crestlawn-Friedhof, wo sich das Familiengrab befindet.